# Henryk Górecki (automatyk)
Henryk Górecki (ur. 10 marca 1927 w Zakopanem, zm. 12 grudnia 2022 w Krakowie) – polski profesor nauk technicznych, specjalizujący się w automatyce i robotyce

## Życiorys
W 1950 roku ukończył studia wyższe na Wydziale Elektromechanicznym Akademii Górniczo-Hutniczej w Krakowie otrzymując tytuł magistra inżyniera. Doktorat obronił w 1956 roku. Docentem został w 1958 roku. Tytuł profesora nauk technicznych otrzymał w 1965 roku.
W 1997 roku Akademia Górniczo-Hutnicza przyznała mu tytuł doktora honoris causa. W 2001 od tejże uczelni otrzymał honorowy tytuł Zasłużony dla AGH. Odznaczony został: Medalem Komisji Edukacji Narodowej, Medalem 40-lecia Polski Ludowej, Krzyżem Oficerskim Orderu Odrodzenia Polski, Krzyżem Kawalerskim Orderu Odrodzenia Polski, Złotym Krzyżem Zasługi.  W 1993 odznaczony Krzyżem Komandorskim Orderu Odrodzenia Polski.

## Wybrane publikacje
- Algorytmy i programy sterowania (1980, praca zbiorowa, ISBN 83-204-0105-4)
- Sterowanie optymalne w systemach liniowych z kwadratowym wskaźnikiem jakości (1983, praca zbiorowa, ISBN 83-01-04181-1)
- Analysis and synthesis of time delay systems (1989, praca zbiorowa, ISBN 83-01-08003-5)
- Optymalizacja systemów dynamicznych (1993, ISBN 83-01-11210-7)
- Zastosowanie całek konturowych do optymalizacji systemów dynamicznych (1999, ISBN 83-911656-4-7)
- Optymalizacja i sterowanie systemów dynamicznych (2006, ISBN 83-7464-021-9)
- Teoria informacji (2006, ISBN 83-60282-40-4)